# Episodi di When We Rise
Di seguito la lista degli episodi di When We Rise.
| nº | Titolo originale | Prima TV USA     | Pubblicazione Italia |
| -- | ---------------- | ---------------- | -------------------- |
| 1  | Part I           | 27 febbraio 2017 | 3 ottobre 2017       |
| 2  | Part II          | 27 febbraio 2017 | 3 ottobre 2017       |
| 3  | Part III         | 1º marzo 2017    | 3 ottobre 2017       |
| 4  | Part IV          | 1º marzo 2017    | 3 ottobre 2017       |
| 5  | Part V           | 2 marzo 2017     | 3 ottobre 2017       |
| 6  | Part VI          | 2 marzo 2017     | 3 ottobre 2017       |
| 7  | Part VII         | 3 marzo 2017     | 3 ottobre 2017       |
| 8  | Part VIII        | 3 marzo 2017     | 3 ottobre 2017       |